# José Luis Zorrilla de San Martín
José Belloni (n. 5 septembrie 1891, Madrid — d. 24 mai 1975) a fost un sculptor și pictor uruguayan. Este unul dintre sculptorii importanți din Uruguay, impactul său cel mai semnificativ fiind vizibil prin monumentele pe care le-a creat în capitala Montevideo. Stilul său a inclus elemente de baroc estetic încorporate cu sculptura modernă.

## Biografie
Născut în Madrid, în 1891,a fost fiul scriitorului Juan Zorrilla de San Martín, care a servit în calitate de ambasador al Uruguayului la curtea lui Alfonso al XIII-lea. Timp de trei ani s-a mutat la Paris, unde l-a întâlnit pe Carlos Federico Sáez și care s-a dovedit că a avut o puternică influență în lucrările sale și în stilul artistic de mai târziu. S-a stabilit la Montevideo în 1898. Primele sale picturi au reprezentat portrete in ulei, datând din 1906 și au arată o mare influență venita de la Sáez. A studiat la Círculo de Bellas Artes cu pictorul Vicente Puig, iar mai târziu a primit lecții de la sculptorul Philip Menini (1909). Între 1911 și 1914, au fost expuse primele sale opere.

## Viața în Europa

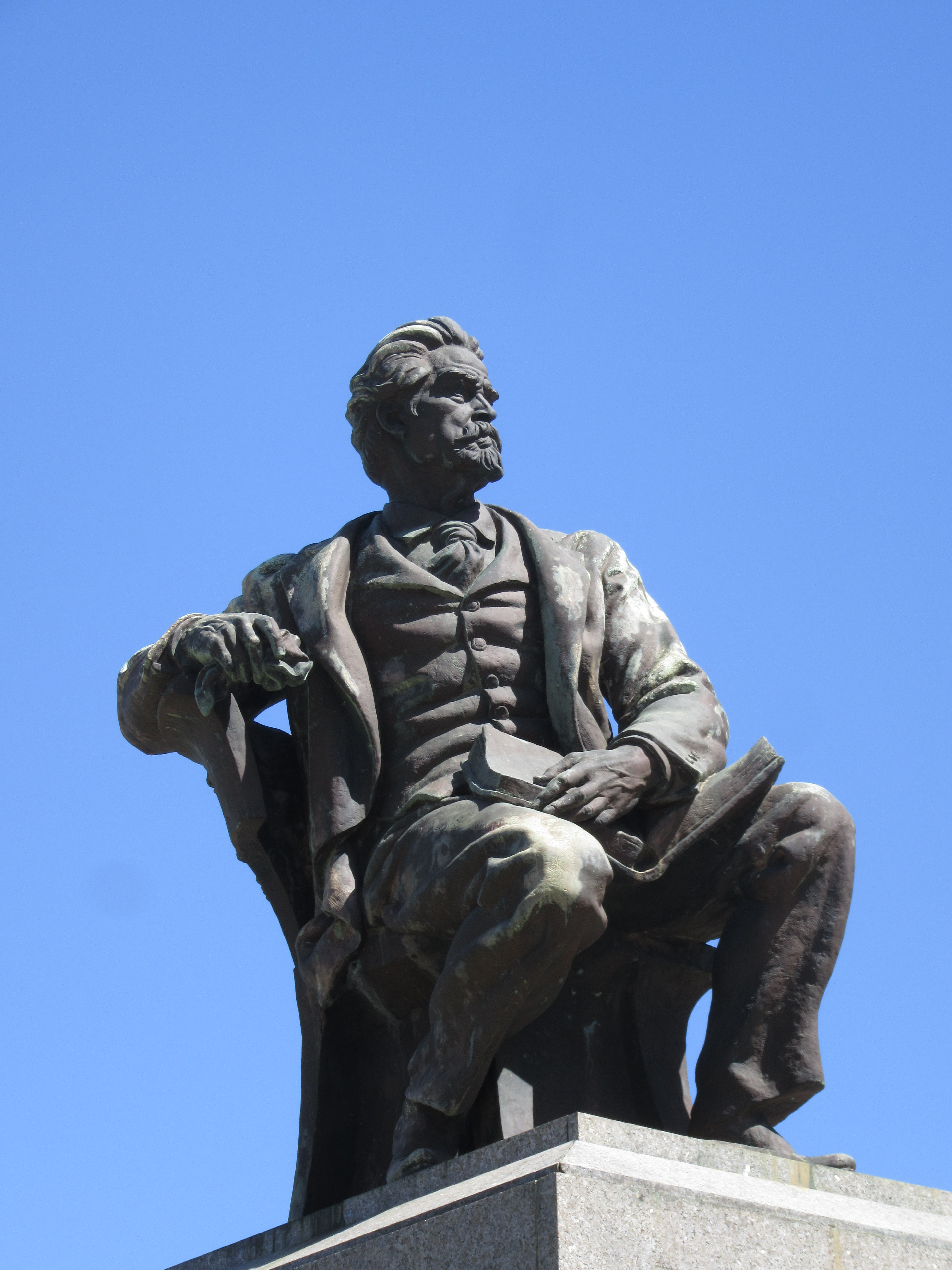
Monument din Montevideo al scriitorului uruguayan Juan Zorrilla de San Martín, tatăl sculptorului

După ce a primit o bursă din partea guvernului uruguayan în 1914 pentru a studia la München, a trebuit să rămână în Florența din cauza izbucnirii primului război mondial. A revenit în Uruguay în anul următor și s-a angajat în Palatul Legislativ, ca sculptor asistent. A câștigat Concursul Internațional pentru a ridica monumentul Andalusia Gaucho (1922) și fiind deja căsătorit cu Guma Muñoz del Campo, s-a mutat împreună cu ea și cu cele două fiice ale lor (Inés și Concepción) la Paris, la scurt timp după aceea, unde a înființat un atelier de lucru și a studiat cu sculptorul Antoine Bourdelle.
Monumentul a trebuit să fie ridicat la Bruxelles, pentru că cel mai bun atelier de turnare din capitala franceză era ocupat cu lucrările lui Antoine Bourdelle, de care va fi legat mai târziu ca discipol și prieten. În același an, el a realizat „Vechea vizcacha“ și statuia lui José Gervasio Artigas în Asunción, Paraguay.
Din aceeași perioadă datează „Sfântul Iosif și Copilului“, situată lângă o biserică în insula Saint Louis. În paralel a participat la ateliere de lucru alături de Maillol, Despiau și Drivier. A dezvelit Fântâna atleților în 1925 la Salonul de Toamna, cu care a primit Medalia de Argint; lucrarea este acum situată în Parcul Rodó din Montevideo.

## Întoarcerea în Uruguay
În 1925 s-a întors în Uruguay și în anul următor a fost inaugurat monumentul Fântâna atleților. Alte lucrări realizate de-a lungul anilor: un monument pentru Bătălia de la Sarandi (1930), decorarea capelei închisorii pentru femei (1930), statuia ecvestră a lui Grito de Asencio (1936) și Monumentul Constituției din 1830 (1936, un granit de 41 de metri înălțime cu trei bronzuri alegorice instalat în Parcul José Batlle y Ordóñez din Montevideo).
A câștigat competiția internațională pentru monumentul ecvestru al generalului argentinian Julio Roca (1937) și a deschis un atelier de lucru în Buenos Aires pentru finalizarea acestuia.
A fost invitat să participe la Expoziția de la Paris din 1937 și a fost declarat „oaspete de onoare.“ Apoi a fost invitat de către președintele Franklin D. Roosevelt în 1940 să călătorească în Statele Unite.
Între 1940 și 1961, Zorrilla a fost directorul Muzeului Național de Arte Vizuale din Montevideo. El a realizat un monument dedicat lui Artigas în 1947 pentru a fi amplasat în Banco de la República Oriental del Uruguay (prezentat în 1949). Monumentul lui Artigas, comandat de guvernul Argentinei, a fost realizat în 1960, dar dezvelirea sa din Recoleta, Buenos Aires a fost amânată până în 1971.
A terminat un alt monument dedicat lui Artigas la Roma, și după dezvelirea acestuia în 1966, a primit titlul de Commendatore din partea guvernului Italiei. O altă statuie, El Viejo Pancho, situat în Plaza de la Libertad din Montevideo datează din 1969.
Cea de a doua dintre cele cinci fiice ale sale a devenit o actriță celebră în cinematografia argentiniană: Concepción „China“ Zorrilla. 
José Luis Zorrilla de San Martín a murit în Montevideo, la 84 de ani. 
În urma unei proceduri îndelungate, la 24 septembrie 1997, ambasadorul uruguayan Julio Pombo și primarul orașului New York, Rudolph Giuliani au dezvelit un monument închinat generalului Artigas, situat în SoHo, Manhattan, între Avenue of the Americas și Spring Street. Printre personalitățile care au participat la această inaugurare s-au aflat ambasadorul uruguayan, ministrul afacerilor externe, Álvaro Ramos; Președintele Băncii de Dezvoltare Inter-Americană, Enrique V. Iglesias; și directorul departamentului parcuri din New York, Henry Stern. 
Atelierul său din Punta Carretas este un muzeu de lângă Museo Zorrilla. 
|  |  |  |  |